# Isopterygium howeanum
Isopterygium howeanum är en bladmossart som beskrevs av Brotherus och William Walter Watts 1915. Isopterygium howeanum ingår i släktet Isopterygium och familjen Hypnaceae. Inga underarter finns listade i Catalogue of Life.